# Magnolia xanthantha
Magnolia xanthantha este o specie de plante din genul Magnolia, familia Magnoliaceae. A fost descrisă pentru prima dată de Cheng Yih Wu, Yuh Wu Law și Yeng Fen Wu, și a primit numele actual de la Richard B. Figlar. A fost clasificată de IUCN ca specie în pericol. Conform Catalogue of Life specia Magnolia xanthantha nu are subspecii cunoscute.